# 城北 (浜松市)
城北（じょうほく）は静岡県浜松市中央区の町名。現行行政地名は城北一丁目～城北三丁目。住居表示実施済。

## 地理
静岡大学浜松キャンパスをはじめ学校が多いことが特徴で、浜松市の文教地区となっている。東で中沢町及び下池川町、西で文丘町、南で布橋一丁目・二丁目及び鹿谷町、北で和地山及び住吉一丁目と接する。

### 河川
- 新川

### 学区
- 浜松市立追分小学校
- 浜松市立北部中学校

## 歴史

### 沿革
- 1966年（昭和41年）5月1日 - 住居表示の実施に伴い、上池川町・中沢町・和地山町・追分町・名残町の各一部を合わせて城北一丁目～城北三丁目が新設される[WEB 8]。
- 1973年（昭和48年）8月1日 - 住居表示の実施に伴い、城北二丁目・住吉町・高林町・中沢町の各一部を分割して住吉二丁目を新設する[WEB 9]。
- 2007年（平成19年）4月1日 - 浜松市が政令指定都市となる。城北は中区の一部となる。
- 2024年（令和6年）1月1日 - 浜松市の行政区再編により、城北は中央区の一部となる。

## 施設
- 静岡大学浜松キャンパス
- 社会福祉法人住吉会 幼保連携型認定こども園 上池さくらこども園
- 浜松市勤労会館 Uホール
- 上池自動車学校
- スルガ銀行浜松追分支店
- 杏林堂ドラッグストア城北店
- ファミリーマート（浜松城北店、浜松城北二丁目店）
- パルモ葬祭 かぞくホール浜松、貴賓館
- 池川神社
- 神明宮

## 交通

### バス
- 遠鉄バス
  - 40気賀三ヶ日線、41高台線、43引佐線、45奥山線、46・46-テ都田線、47葵町医大線、48和合西山線（北高経由）：（浜松駅 方面 - ）六間坂上 - 静岡大学（ - 三ヶ日車庫／花川運動公園／気賀駅前／奥山／都田／西山 方面）
  - 48和合西山線（下池川町経由）：（浜松駅 方面 - ）Uホール - 城北一丁目（上りのみ） - 追分小学校 - 六間追分 - 六間坂上 - 静岡大学（ - 西山 方面）

### 道路
- 国道257号（姫街道）
- 浜松市道植松和地線（六間道路）

## その他

### 警察
警察の管轄は以下の通りである。
| 番・番地等 | 警察署         | 交番・駐在所 |
| ---------- | -------------- | ------------ |
| 全域       | 浜松中央警察署 | 城北交番     |

### 消防
消防署の管轄区域は以下の通りである。
| 番・番地等 | 消防署   | 本署/出張所 |
| ---------- | -------- | ----------- |
| 全域       | 中消防署 | 本署        |

### WEB
1. ↑  “令和2年国勢調査の調査結果(e-Stat) - 男女別人口，外国人人口及び世帯数－町丁・字等” (CSV).   総務省統計局 (2022年2月10日). 2024年6月20日閲覧。
2. ↑  “chuouku_menseki.xlsx”.   浜松市 (2024年3月12日). 2024年6月20日閲覧。
3. ↑  “zissizennzi.pdf”.   浜松市. 2024年6月14日閲覧。
4. ↑  “静岡県 浜松市中央区 城北の郵便番号 - 日本郵便”.   日本郵便. 2025年2月15日閲覧。
5. ↑  “市外局番の一覧”.   総務省 (2022年3月1日). 2024年6月14日閲覧。
6. ↑  “事業所案内及び管轄地域（事務所3件、分室3件）”.   一般社団法人静岡県自動車会議所. 2024年6月14日閲覧。
7. ↑  “zissiitiran1.pdf”.   浜松市 (2024年1月4日). 2024年6月14日閲覧。
8. ↑  “zissizennzi.pdf”.   浜松市. 2024年6月14日閲覧。
9. ↑  “zissizennzi.pdf”.   浜松市. 2024年10月16日閲覧。
10. ↑  “城北交番｜静岡県警察”.   静岡県警察 (2024年1月1日). 2024年6月14日閲覧。
11. ↑  “消防署の町別管轄「し」／浜松市”.   浜松市 (2024年3月21日). 2024年6月17日閲覧。